# Brothers in Arms (album)
Brothers in Arms is het vijfde studioalbum van Dire Straits. Het is het bestverkochte album wereldwijd van de band. Het was hét promotiestuk voor de destijds nieuwe compact disc. Na de populariteit van Brothers in Arms steeg ook de verkoop van de andere Dire Straits-albums, die inmiddels ook op cd waren verschenen.
Begin 2005 verscheen een jubileumeditie (in 5.1 Surround, sacd) van Brothers in Arms, vanwege het 25-jarig jubileum van de band, die nooit officieel is opgeheven. Op 9 februari 2006 wonnen Chuck Ainlay, Bob Ludwig (surround mastering engineer) en Mark Knopfler daarvoor een Grammy Award voor Best Surround Sound Album.
Het originele album heeft flink wat prijzen gewonnen. Brothers in Arms heeft sinds de release in 1985 ruim zeven jaar in de Nederlandse Album Top 100 genoteerd gestaan, waarmee het album jarenlang recordhouder aller tijden was.

## Tracks
Alle nummers zijn geschreven door Mark Knopfler. Money For Nothing is officieel toegeschreven aan Mark Knopfler en Sting, omdat dat een voorwaarde was van Stings platenmaatschappij om mee te kunnen werken aan het nummer. Sting zong namelijk de regel "I want my MTV" op de melodie van zijn nummer "Don't Stand So Close To Me". In werkelijkheid werd het nummer alleen door Knopfler geschreven.

| 1.                 | So Far Away                         | 5:12 |
| 2.                 | Money for Nothing (Knopfler, Sting) | 8:26 |
| 3.                 | Walk of Life                        | 4:12 |
| 4.                 | Your Latest Trick                   | 6:33 |
| 5.                 | Why Worry                           | 8:31 |
| 6.                 | Ride Across the River               | 6:57 |
| 7.                 | The Man's Too Strong                | 4:40 |
| 8.                 | One World                           | 3:40 |
| 9.                 | Brothers in Arms                    | 6:59 |
| Totale duur: 55:07 |                                     |      |

Mark Knopfler · John Illsley
Guy Fletcher · Alan Clark · David Knopfler · Pick Withers · Hal Lindes · Terry Williams · Jack Sonni